# میلوتوواتس
میلوتوواتس (به صربی: Milutovac) یک منطقهٔ مسکونی در صربستان است که در Trstenik واقع شده‌است. میلوتوواتس ۱٬۹۱۷ نفر جمعیت دارد.